# Вулканы Панамы
Список действующих и потухших вулканов Панамы.
| Название  | Высота | Координаты                     | Последнее извержение |
| --------- | ------ | ------------------------------ | -------------------- |
| Бару      | 3474 м | 8°48′29″ с. ш. 82°32′35″ з. д. | 1550                 |
| Эль-Валье | 1185 м | 8°35′ с. ш. 80°10′ з. д.       | Голоцен              |
| Ла-Егуада | 1297 м | 8°28′ с. ш. 80°49′ з. д.       | 1620                 |